# Campionati italiani di aquathlon del 2023
I Campionati italiani di aquathlon del 2023 (XXIV edizione) sono stati organizzati da Triathlon Taranto in collaborazione con la Federazione Italiana Triathlon e si sono tenuti a Taranto in Puglia , in data 2 luglio 2023.
Tra gli uomini ha vinto Nicolo' Ragazzo (Valdigne), mentre la gara femminile è andata a Giada Stegani (T.D. Rimini).

## Risultati

### Elite uomini
| Pos. | Atleta                     | Società sportiva    | Corsa   | Nuoto   | Corsa   | Totale  |
| ---- | -------------------------- | ------------------- | ------- | ------- | ------- | ------- |
|      | Nicolo' Ragazzo            | Valdigne Triathlon  | 0.07.48 | 0.12.04 | 0.09.00 | 0.28.52 |
|      | Michele Bortolamedi        | K3 Cremona          | 0.07.56 | 0.11.54 | 0.09.24 | 0.29.14 |
|      | Carlo Matteo Perri         | Minerva Roma        | 0.08.09 | 0.12.41 | 0.09.16 | 0.30.06 |
| 4    | Luca Bruni                 | K3 Cremona          | 0.08.16 | 0.12.29 | 0.09.28 | 0.30.13 |
| 5    | Salvatore Maccarrone       | Magma Team          | 0.08.10 | 0.12.37 | 0.09.31 | 0.30.18 |
| 6    | Enrico Schiavino           | Magma Team          | 0.08.21 | 0.12.36 | 0.09.22 | 0.30.19 |
| 7    | Giovanni Lombardo          | Magma Team          | 0.08.28 | 0.12.17 | 0.09.37 | 0.30.22 |
| 8    | Riccardo Spanu             | Fuel Triathlon      | 0.07.56 | 0.13.01 | 0.09.31 | 0.30.28 |
| 9    | Marco Lorenzon             | Valdigne Triathlon  | 0.08.32 | 0.12.19 | 0.09.44 | 0.30.35 |
| 10   | Niccolo' Sancisi           | Dinamo Triathlon    | 0.08.08 | 0.13.14 | 0.09.16 | 0.30.38 |
| 11   | Filippo Lisi               | Fdm Tri             | 0.08.18 | 0.12.37 | 0.09.54 | 0.30.49 |
| 12   | Nicolo' Astori             | Raschiani Triathlon | 0.07.58 | 0.13.08 | 0.09.49 | 0.30.55 |
| 13   | Ludovico Carboni           | Minerva Roma        | 0.08.13 | 0.13.05 | 0.09.44 | 0.31.02 |
| 14   | Marco Ratto                | Sardegna X Sports   | 0.08.18 | 0.12.35 | 0.10.16 | 0.31.09 |
| 15   | Francesco Thomas Previtali | Raschiani Triathlon | 0.08.06 | 0.13.20 | 0.09.45 | 0.31.11 |
| 16   | Lorenzo D'altri            | Raschiani Triathlon | 0.08.00 | 0.13.57 | 0.09.15 | 0.31.12 |
| 17   | Luc Vitali                 | Doria Nuoto Loano   | 0.08.25 | 0.12.47 | 0.10.02 | 0.31.14 |
| 18   | Alessandro Giacalone       | Magma Team          | 0.08.44 | 0.12.40 | 0.10.07 | 0.31.31 |
| 19   | Federico Tondi             | Fiamme Oro          | 0.08.26 | 0.13.17 | 0.09.53 | 0.31.36 |
| 20   | Luca Borgianni             | Tri Evolution       | 0.08.53 | 0.12.53 | 0.09.54 | 0.31.40 |

### Elite donne
| Pos. | Atleta                            | Società sportiva      | Corsa   | Nuoto   | Corsa   | Totale  |
| ---- | --------------------------------- | --------------------- | ------- | ------- | ------- | ------- |
|      | Giada Stegani                     | T.d. Rimini           | 0.09.17 | 0.13.39 | 0.10.23 | 0.33.19 |
|      | Alessia Orla                      | K3 Cremona            | 0.09.08 | 0.13.48 | 0.10.42 | 0.33.38 |
|      | Anna Adelaide Confalonieri Badini | K3 Cremona            | 0.09.09 | 0.13.52 | 0.10.44 | 0.33.45 |
| 4    | Sara Crociani                     | T.d. Rimini           | 0.09.33 | 0.13.50 | 0.10.39 | 0.34.02 |
| 5    | Elisa Marcon                      | CUS Pro Patria Milano | 0.09.18 | 0.14.10 | 0.10.37 | 0.34.05 |
| 6    | Francesca Calvauna                | Maiella Triathlon     | 0.09.40 | 0.14.09 | 0.10.25 | 0.34.14 |
| 7    | Laura Ceddia                      | Raschiani Triathlon   | 0.09.15 | 0.14.51 | 0.10.12 | 0.34.18 |
| 8    | Nicoletta Santonocito             | Magma Team            | 0.09.11 | 0.14.37 | 0.10.40 | 0.34.28 |
| 9    | Doga Erman                        | CUS Pro Patria Milano | 0.09.22 | 0.14.21 | 0.10.49 | 0.34.32 |
| 10   | Cristina Ventura                  | Magma Team            | 0.09.31 | 0.14.11 | 0.11.02 | 0.34.44 |
| 11   | Paola Sacchi                      | Raschiani Triathlon   | 0.09.34 | 0.13.50 | 0.11.29 | 0.34.53 |
| 12   | Francesca Crestani                | Valdigne Triathlon    | 0.09.23 | 0.14.45 | 0.10.58 | 0.35.06 |
| 13   | Matilde Locatelli                 | Raschiani Triathlon   | 0.09.23 | 0.15.15 | 0.10.46 | 0.35.24 |
| 14   | Giulia Carta                      | Minerva Roma          | 0.09.55 | 0.16.02 | 0.10.51 | 0.36.48 |
| 15   | Zoe Orsolini                      | Fdm Tri               | 0.09.52 | 0.16.10 | 0.11.23 | 0.37.25 |
| 16   | Sara Savoia                       | Raschiani Triathlon   | 0.09.35 | 0.17.30 | 0.10.48 | 0.37.53 |
| 17   | Giorgia Cantu'                    | Raschiani Triathlon   | 0.10.22 | 0.17.01 | 0.11.33 | 0.38.56 |
| 18   | Irene Luca De                     | Magma Team            | 0.10.39 | 0.16.32 | 0.12.23 | 0.39.34 |
| 19   | Emma Bifano                       | Minerva Roma          | 0.10.46 | 0.16.31 | 0.12.30 | 0.39.47 |
| 20   | Margherita D'alo'                 | Minerva Roma          | 0.11.36 | 0.15.36 | 0.12.42 | 0.39.54 |